# Vilchany
Vilchany (ukrainien : Вільшани) est une commune urbaine de l'oblast de Kharkiv, en Ukraine. Elle compte 6 753 habitants en 2021.

## Géographie
L'agglomération de Vilchany est traversée par la rivière Kryvorotivka, affluente de l'Oudy, puis du Donets, dans le bassin hydrographique du fleuve Don. Elle se trouve à 26 kilomètres à l'ouest-nord-ouest de la ville de Kharkiv.